# Cliff Richard-diszkográfia
Ez a diszkográfia Cliff Richard brit popénekes, zenész, előadóművész diszkográfiája, amely igen gazdag. Cliff Richard meghatározó alakja volt a brit popzenei életnek a The Beatles együttes megjelenése előtt. 1958-as Move It című kislemezét az első autentikus rock and roll dalnak tartják, amely nem az Egyesült Államokban jelent meg. Az énekes 1958 óta van a pályán, ettől az évtől a The Shadows együttes tagjaként, majd 1976-tól önállóan adott ki lemezeket.
39 stúdióalbuma, 8 koncertalbuma, 22 válogatáslemeze, 153 kislemeze és 44 középlemeze jelent meg.

## Stúdióalbumok
| Év   | Cím                                          | Legmagasabb helyezés | Legmagasabb helyezés | Legmagasabb helyezés | Legmagasabb helyezés | Legmagasabb helyezés | Legmagasabb helyezés | Legmagasabb helyezés | Legmagasabb helyezés | Minősítés                               |
| Év   | Cím                                          | UK                   | AUS                  | DEN                  | GER                  | NL                   | NOR^                 | NZ                   | US                   | Minősítés                               |
| ---- | -------------------------------------------- | -------------------- | -------------------- | -------------------- | -------------------- | -------------------- | -------------------- | -------------------- | -------------------- | --------------------------------------- |
| 1959 | Cliff                                        | 4                    | –                    | –                    | –                    | –                    | –                    | –                    | –                    |                                         |
| 1959 | Cliff Sings                                  | 2                    | –                    | –                    | –                    | –                    | –                    | –                    | –                    |                                         |
| 1960 | Me and My Shadows                            | 2                    | –                    | –                    | –                    | –                    | –                    | –                    | –                    |                                         |
| 1961 | Listen to Cliff!                             | 2                    | –                    | –                    | –                    | –                    | –                    | –                    | –                    |                                         |
| 1961 | 21 Today                                     | 1                    | –                    | –                    | –                    | –                    | –                    | –                    | –                    |                                         |
| 1962 | 32 Minutes and 17 Seconds with Cliff Richard | 3                    | –                    | –                    | –                    | –                    | (13)                 | –                    | –                    |                                         |
| 1963 | When in Spain                                | 8                    | –                    | –                    | –                    | –                    | 5                    | –                    | –                    |                                         |
| 1964 | It's All In the Game                         | –                    | –                    | –                    | –                    | –                    | –                    | –                    | 115                  |                                         |
| 1965 | Cliff Richard                                | 9                    | –                    | –                    | –                    | –                    | 17                   | –                    | –                    |                                         |
| 1965 | Love Is Forever                              | 19                   | –                    | –                    | –                    | –                    | –                    | –                    | –                    |                                         |
| 1965 | When in Rome                                 | –                    | –                    | –                    | –                    | –                    | –                    | –                    | –                    |                                         |
| 1966 | Kinda Latin                                  | 9                    | –                    | –                    | –                    | –                    | –                    | –                    | –                    |                                         |
| 1967 | Don't Stop Me Now!                           | 23                   | –                    | –                    | –                    | –                    | –                    | –                    | –                    |                                         |
| 1968 | Established 1958                             | 30                   | 14                   | –                    | –                    | –                    | –                    | –                    | –                    |                                         |
| 1969 | Sincerely Cliff                              | 24                   | –                    | –                    | –                    | –                    | –                    | –                    | –                    |                                         |
| 1970 | Tracks and Grooves                           | 37                   | –                    | –                    | –                    | –                    | –                    | –                    | –                    |                                         |
| 1970 | All My Love                                  | –                    | –                    | –                    | –                    | –                    | –                    | –                    | –                    |                                         |
| 1974 | The 31st of February Street                  | –                    | –                    | –                    | –                    | –                    | –                    | –                    | –                    |                                         |
| 1976 | I’m Nearly Famous                            | 5                    | 45                   | –                    | –                    | –                    | 20                   | –                    | 76                   | - UK: aranylemez                        |
| 1977 | Every Face Tells a Story                     | 8                    | 26                   | –                    | –                    | –                    | –                    | 36                   | –                    |                                         |
| 1978 | Green Light                                  | 25                   | –                    | –                    | –                    | –                    | –                    | –                    | –                    |                                         |
| 1979 | Rock ’n’ Roll Juvenile                       | 3                    | 28                   | –                    | 6                    | 20                   | 10                   | 41                   | 93                   | - UK: aranylemez                        |
| 1980 | I’m No Hero                                  | 4                    | 28                   | –                    | 14                   | 17                   | 16                   | –                    | 80                   | - UK: aranylemez - Canada: Platinum     |
| 1981 | Wired for Sound                              | 4                    | 13                   | –                    | 44                   | –                    | 22                   | 4                    | 132                  | - UK: platinalemez - Canada: aranylemez |
| 1982 | Now You See Me… Now You Don't                | 4                    |                      |                      |                      |                      |                      | 19                   |                      |                                         |
| 1983 | Silver                                       | 7                    | 65                   | –                    | 57                   | 42                   | 18                   | 47                   | –                    | - UK: aranylemez                        |
| 1984 | The Rock Connection                          | 43                   | 30                   | –                    | –                    | –                    | –                    | 21                   | –                    | - UK: ezüstlemez                        |
| 1987 | Always Guaranteed                            | 5                    | 6                    | –                    | 9                    | 19                   | –                    | 3                    | –                    | - UK: platinalemez                      |
| 1989 | Stronger                                     | 7                    | 16                   | –                    | 53                   | –                    | –                    | 3                    | –                    | - UK: platinalemez                      |
| 1991 | Together with Cliff Richard                  | 10                   | –                    | –                    | –                    | –                    | –                    | 2                    | –                    | - UK: platinalemez                      |
| 1993 | The Album                                    | 1                    | –                    | –                    | –                    | –                    | –                    | 11                   | –                    | - UK: aranylemez                        |
| 1998 | Real as I Wanna Be                           | 10                   | –                    | –                    | –                    | 100                  | –                    | 27                   | –                    |                                         |
| 2001 | Wanted                                       | 11                   | –                    | 12                   | –                    | –                    | –                    | 46                   | –                    | - UK: aranylemez                        |
| 2003 | Cliff at Christmas                           | 9                    | –                    | 6                    | –                    | –                    | –                    | 41                   | –                    | - UK: platinalemez                      |
| 2004 | Something’s Goin’ On                         | 7                    | –                    | 23                   | –                    | 67                   | –                    | –                    | –                    | - UK: aranylemez                        |
| 2006 | Two’s Company                                | 8                    | –                    | 16                   | –                    | –                    | –                    | 9                    | –                    | - UK: aranylemez                        |
| 2009 | Reunited – Cliff Richard and The Shadows     | 4                    | 40                   | 20                   | –                    | 72                   | –                    | 7                    | –                    |                                         |
| 2009 | Love… The Album                              | 13                   | –                    | –                    | –                    | –                    | –                    | 28                   | –                    |                                         |
| 2010 | Bold as Brass                                | 3                    | –                    | 23                   | –                    | 79                   | –                    | 13                   | –                    |                                         |
| 2011 | Soulicious                                   | 10                   | –                    | –                    | –                    | 90                   | –                    | –                    | –                    | - UK: ezüstlemez                        |

## Koncertalbumok
| Év   | Album részletei                     | Legmagasabb helyezés | Legmagasabb helyezés | Legmagasabb helyezés | Legmagasabb helyezés | Minősítés             |
| Év   | Album részletei                     | UK                   | AUS                  | GER                  | NZ                   | Minősítés             |
| ---- | ----------------------------------- | -------------------- | -------------------- | -------------------- | -------------------- | --------------------- |
| 1968 | Cliff in Japan                      | 29                   | –                    | –                    | –                    |                       |
| 1970 | Cliff: Live at the Talk of the Town | –                    | –                    | –                    | –                    |                       |
| 1976 | Live!                               | –                    | –                    | –                    | –                    | - UK: ezüstlemez      |
| 1979 | Thank You Very Much                 | 5                    | –                    | –                    | –                    | - UK: aranylemez      |
| 1983 | Dressed for the Occasion            | 7                    | 30                   | –                    | –                    | - UK: ezüstlemez      |
| 1990 | From a Distance: The Event          | 3                    | 21                   | 65                   | 7                    | - UK: 2x platinalemez |
| 2002 | Live at the ABC Kingston, 1962      | –                    | –                    | –                    | –                    |                       |
| 2004 | Cliff Richard – The World Tour      | –                    | –                    | –                    | –                    |                       |

## Válogatásalbumok
| Év   | Album                                 | Legmagasabb helyezés | Legmagasabb helyezés | Legmagasabb helyezés | Legmagasabb helyezés | Legmagasabb helyezés | Legmagasabb helyezés | Legmagasabb helyezés | Minősítések           |
| Év   | Album                                 | UK                   | AUS                  | DEN                  | GER                  | NL                   | NOR                  | NZ                   | Minősítések           |
| ---- | ------------------------------------- | -------------------- | -------------------- | -------------------- | -------------------- | -------------------- | -------------------- | -------------------- | --------------------- |
| 1963 | Cliff's Hit Album                     | 2                    | –                    | –                    | –                    | –                    | 3                    | –                    |                       |
| 1965 | More Hits by Cliff                    | 20                   | –                    | –                    | –                    | –                    | 16                   | –                    |                       |
| 1969 | The Best of Cliff                     | 5                    | –                    | –                    | –                    | –                    | –                    | –                    |                       |
| 1972 | The Best of Cliff, Vol. 2             | 49                   | –                    | –                    | –                    | –                    | –                    | –                    |                       |
| 1977 | 40 Golden Greats                      | 1                    | –                    | –                    | 30                   | –                    | –                    | –                    | - UK: platinalemez    |
| 1981 | Love Songs                            | 1                    | 1                    | –                    | –                    | –                    | –                    | 2                    | - UK: platinalemez    |
| 1984 | 20 Original Greats                    | 43                   | –                    | –                    | –                    | –                    | –                    | –                    |                       |
| 1988 | Private Collection: 1979–1988         | 1                    | 10                   | –                    | –                    | –                    | –                    | 6                    | - UK: 4x platinalemez |
| 1992 | My Kinda Life                         | –                    | –                    | –                    | –                    | –                    | –                    | –                    |                       |
| 1994 | The Hit List                          | 3                    | 2                    | –                    | –                    | 38                   | –                    | 5                    | - UK: platinalemez    |
| 1996 | At the Movies 1959–1974               | 17                   | –                    | –                    | –                    | –                    | –                    | –                    |                       |
| 1997 | The Rock and Roll Years               | 32                   | –                    | –                    | –                    | –                    | –                    | –                    |                       |
| 2000 | The Whole Story: His Greatest Hits    | 6                    | 26                   | –                    | –                    | –                    | –                    | 12                   | - UK: platinalemez    |
| 2003 | Sings the Standards                   | -                    | -                    | –                    | –                    | –                    | –                    | -                    | - UK: platinalemez    |
| 2005 | The Platinum Collection               | 51                   | –                    | –                    | –                    | –                    | –                    | –                    | - UK: aranylemez      |
| 2008 | The 50th Anniversary Album            | 11                   | –                    | 12                   | –                    | –                    | –                    | 26                   | - UK: ezüstlemez      |
| 2009 | Rare B-Sides 1963-1989                | -                    | –                    | –                    | –                    | –                    | –                    | –                    |                       |
| 2011 | Move It – The Best of the Early Years | 96                   | –                    | –                    | –                    | –                    | –                    | –                    |                       |
| 2011 | Lost & Found (From The Archives)      | 96                   | –                    | –                    | –                    | –                    | –                    | –                    |                       |

## Filmzenealbumok
| Év   | Album részletei | Legmagasabb helyezés | Legmagasabb helyezés | Legmagasabb helyezés |
| Év   | Album részletei | UK                   | AUS                  | NOR                  |
| ---- | --------------- | -------------------- | -------------------- | -------------------- |
| 1961 | The Young Ones  | 1                    | –                    | (19)                 |
| 1963 | Summer Holiday  | 1                    | –                    | 1                    |
| 1964 | Wonderful Life  | 2                    | 5                    | 4                    |
| 1966 | Finders Keepers | 6                    | –                    | –                    |
| 1968 | Two a Penny     | –                    | –                    | –                    |
| 1974 | Take Me High    | 41                   | –                    | –                    |

Notes:
- A ↑ note_a1:  Refer to note A under Studio Albums.

## Középlemezek
| Year | Title                                                            | Peak chart positions |
| Year | Title                                                            | UK[EPs_note_a1]      |
| ---- | ---------------------------------------------------------------- | -------------------- |
| 1959 | Serious Charge                                                   | –                    |
| 1959 | Cliff (No.1)                                                     | –                    |
| 1959 | Cliff (No.2)                                                     | –                    |
| 1960 | Expresso Bongo From the film Expresso Bongo                      | (1)                  |
| 1960 | Cliff Sings (No. 1)                                              | (4)                  |
| 1960 | Cliff Sings (No. 2)                                              | (3)                  |
| 1960 | Cliff Sings (No. 3)                                              | 2                    |
| 1960 | Cliff Sings (No. 4)                                              | –                    |
| 1960 | Cliff's Silver Discs                                             | 1                    |
| 1961 | Me & My Shadows 1                                                | 5                    |
| 1961 | Me & My Shadows 2                                                | 8                    |
| 1961 | Me & My Shadows 3                                                | 6                    |
| 1961 | Listen to Cliff 1                                                | 17                   |
| 1961 | Dream                                                            | 3                    |
| 1961 | Listen to Cliff 2                                                | –                    |
| 1962 | Cliff's Hit Parade                                               | 4                    |
| 1962 | Cliff Richard 1                                                  | –                    |
| 1962 | Hits from "The Young Ones"                                       | 1                    |
| 1962 | Cliff Richard 2                                                  | 19                   |
| 1962 | Cliff's Hits                                                     | –                    |
| 1963 | Time for Cliff & the Shadows                                     | –                    |
| 1963 | Holiday Carnival                                                 | 1                    |
| 1963 | Hits from Summer Holiday                                         | 4                    |
| 1963 | More Hits from Summer Holiday                                    | –                    |
| 1963 | Cliff's Lucky Lips                                               | 17                   |
| 1963 | Love Songs                                                       | 4                    |
| 1964 | When in France                                                   | –                    |
| 1964 | Cliff Sings Don't Talk to Him                                    | 15                   |
| 1964 | Cliff's Palladium Successes                                      | –                    |
| 1964 | Wonderful Life 1                                                 | 3                    |
| 1964 | A Forever Kind of Love                                           | –                    |
| 1964 | Wonderful Life 2                                                 | –                    |
| 1964 | Hits from Wonderful Life                                         | –                    |
| 1965 | Why Don't They Understand                                        | –                    |
| 1965 | Cliff's Hits from Aladdin & His Wonderful Lamp                   | 20                   |
| 1965 | Look in My Eyes Maria                                            | 15                   |
| 1965 | Angel                                                            | –                    |
| 1965 | Take Four                                                        | 4                    |
| 1966 | Wind Me Up                                                       | –                    |
| 1966 | Hits from When in Rome                                           | –                    |
| 1966 | Love Is Forever                                                  | –                    |
| 1966 | Thunderbirds Are Go! (1 track by Cliff, 3 tracks by The Shadows) | –                    |
| 1966 | La La La La La                                                   | –                    |
| 1967 | Cinderella                                                       | –                    |
| 1967 | Carol Singers                                                    | –                    |
| 1968 | Congratulations                                                  | –                    |
| 1991 | Christmas EP                                                     | –                    |

Notes:
- A ↑ EPs_note_a1:  The UK's first E.P. chart was dated the 12 March 1960. E.P.s that were released before this date and appeared on this first chart have their highest position shown in parentheses to indicate the position is not necessarily a true indication of the album's sales performance since its release date.
- $ ↑ note_$1:  A stereo edition was released (in addition to the standard mono edition).

## Színpadi show/pantomim-albumok
| Év   | Cím                             | UK | USA | Ausztrália | Új-Zéland |
| ---- | ------------------------------- | -- | --- | ---------- | --------- |
| 1964 | Aladdin and His Wonderful Lamp  | 13 | -   | -          |           |
| 1967 | Cinderella                      | 20 | -   | -          |           |
| 1995 | Songs from Heathcliff (musical) | 15 |     | -          | 42        |

## Box Setek
| Year | Album details                                                   | Certifications |
| ---- | --------------------------------------------------------------- | -------------- |
| 1972 | The Cliff Richard Story World Records 6 LP Set                  |                |
| 1984 | The Best of Cliff Richard & The Shadows Readers Digest 8 LP Set |                |
| 1997 | The Rock 'n' Roll Years 1958 – 1963 5 CD Set                    |                |
| 2002 | The Singles Collection 6 CD Set                                 |                |
| 2008 | And They Said It Wouldn't Last (My 50 Years In Music) 8 CD Set  |                |

## Kislemezek
Megjegyzés: az "Év" és a "Hónap" azt a dátumot jelzik, amikor a kislemez a legmagasabb helyezésen volt a slágerlistán és ez a dátum nem minden esetben egyezik meg a megjelenés napjával.
Az angliai helyezésekre vonatkoznak a dátumok, a kanadai és az amerikai helyezések ettől lényegesen eltérhetnek.

### 1950-től
| Év            | Hónap     | Cím                                              | Helyezés | Helyezés   | Helyezés            | Helyezés   |
| Év            | Hónap     | Cím                                              | UK       | Ausztrália | Kanada (CHUM Chart) | US Hot 100 |
| ------------- | --------- | ------------------------------------------------ | -------- | ---------- | ------------------- | ---------- |
| 1958          | augusztus | Move It                                          | #2       | #100       |                     |            |
| 1958          | november  | High Class Baby                                  | #7       |            |                     |            |
| 1959          | január    | Livin' Lovin' Doll                               | #20      |            |                     |            |
| 1959          | április   | Mean Streak                                      | #10      |            |                     |            |
| 1959          | július    | Living Doll                                      | #1       | #9         | #37                 | #30        |
| 1959          | október   | Travellin' Light                                 | #1       | #57        |                     |            |
|               |           | Cliff Richard 50-es években megjelent kislemezei | UK       | Ausztrália | Kanada              | USA        |
| Number 1 hits | 2         | 0                                                | 0        | 0          |                     |            |
| Top 10 hits   | 5         | 1                                                | 0        | 0          |                     |            |
| Top 40 hits   | 6         | 1                                                | 1        | 1          |                     |            |

### 1960-tól
| Év            | Hónap      | Cím | Helyezés | Helyezés   | Helyezés                        | Helyezés                          | Helyezés                           | Helyezés    |
| Év            | Hónap      | Cím | UK       | Ausztrália | Kanada slágerlistája (1965 óta) | Írország slágerlistája (1962 óta) | Új-Zéland slágerlistája (1966 óta) | USA Hot 100 |
| ------------- | ---------- | --- | -------- | ---------- | ------------------------------- | --------------------------------- | ---------------------------------- | ----------- |
| 1960          | január     | A Voice In The Wilderness | #2       | #95        | -                               | -                                 | -                                  | -           |
| 1960          | március    | Fall In Love With You | #2       | -          | -                               | -                                 | -                                  | -           |
| 1960          | június     | Please Don't Tease | #1       | #2         | -                               | -                                 | -                                  | -           |
| 1960          | szeptember | Nine Times Out Of Ten | #3       | #29        | -                               | -                                 | -                                  | -           |
| 1960          | december   | I Love You | #1       | #78        | -                               | -                                 | -                                  | -           |
| 1961          | február    | Theme for a Dream | #3       | #22        | -                               | -                                 | -                                  | -           |
| 1961          | március    | Gee Whiz It's You | #4       | #62        | -                               | -                                 | -                                  | -           |
| 1961          | június     | A Girl Like You | #3       | #22        | -                               | -                                 | -                                  | -           |
| 1961          | október    | When the Girl in Your Arms is the Girl in Your Heart                                                                                           | #3       | #2         | -                               | -                                 | -                                  | -           |
| 1962          | január     | The Young Ones | #1       | #6         | #5                              | -                                 | -                                  | -           |
| 1962          | május      | I'm Looking Out the Window / Do You Want to Dance? (dupla A-oldallal jelent meg Angliában; Ausztráliában csak a B-oldal ért el helyezést)      | #2       | #3         | -                               | -                                 | -                                  | -           |
| 1962          | május      | Catch Me (csak Ausztráliában jelent meg) | -        | #22        | -                               | -                                 | -                                  | -           |
| 1962          | augusztus  | It'll Be Me | #2       | #6         | #14                             | #10                               | -                                  | -           |
| 1962          | október    | Wonderful to Be Young (Angliában nem jelent meg kislemezként)                                                                                  | -        | -          | #16                             | -                                 | -                                  | -           |
| 1962          | november   | The Next Time (Angliában dupla A-oldallal jelent meg, Ausztráliában csak a B-oldal lett helyezett)                                             | #1       | #9         | #1                              | #1                                | -                                  | #99         |
| 1962          | november   | Bachelor Boy (Észak-Amerikában: A-oldal, b/w "The Next Time")                                                                                  | -        | #9         | #2                              | #1                                | -                                  | #99         |
| 1962          | november   | Outsider (csak Ausztráliában jelent meg) | -        | #22        | -                               | -                                 | -                                  | -           |
| 1963          | február    | Summer Holiday | #1       | #3         | #1                              | #2                                | -                                  | -           |
| 1963          | március    | Foot Tapper | #1       | -          | -                               | -                                 | -                                  | -           |
| 1963          | március    | The Breeze and I | -        | -          | -                               | -                                 | -                                  | -           |
| 1963          | május      | Lucky Lips | #4       | #4         | #8                              | #1                                | -                                  | #62         |
| 1963          | május      | Dancing Shoes (Angliában nem jelent meg kislemezként)                                                                                          | -        | #3         | #1                              | -                                 | -                                  | -           |
| 1963          | augusztus  | It's All in the Game | #2       | #7         | #1                              | #2                                | -                                  | #25         |
| 1963          | november   | Don't Talk To Him | #2       | #3         | #14                             | #1                                | -                                  | -           |
| 1964          | január     | I'm the Lonely One | #8       | #16        | #18                             | #9                                | -                                  | #92         |
| 1964          | január     | I Only Have Eyes for You (Charting B-side to above, in US only)                                                                                | -        | -          | -                               | -                                 | -                                  | #109        |
| 1964          | április    | Constantly (L'Edera) | #4       | #6         | -                               | #8                                | -                                  | -           |
| 1964          | június     | On the Beach | #7       | #4         | #12                             | #6                                | -                                  | -           |
| 1964          | augusztus  | A Matter of Moments (Angliában nem jelent meg kislemezként)                                                                                    | -        | -          | #12                             | -                                 | -                                  | -           |
| 1964          | október    | The Twelfth of Never | #8       | #6         | #14                             | -                                 | -                                  | -           |
| 1964          | november   | I Could Easily Fall (In Love With You) | #6       | #9         | #21                             | #8                                | -                                  | -           |
| 1965          | február    | Wonderful Life (csak Ausztráliában jelent meg)                                                                                                 | -        | #58        | -                               | -                                 | -                                  | -           |
| 1965          | március    | The Minute You're Gone | #1       | #6         | -                               | #2                                | -                                  | -           |
| 1965          | május      | Angel / Razzle Dazzle (dupla A-oldal; csak Ausztráliában jelent meg)                                                                           | -        | #6         | -                               | -                                 | -                                  | -           |
| 1965          | június     | On My Word / A Little Bit Too Late (Ausztráliában dupla A-oldal jelent meg; csak az 1. dal ért el helyezést Angliában)                         | #12      | #31        | -                               | -                                 | -                                  | -           |
| 1965          | augusztus  | The Time In-Between | #22      | #83        | -                               | -                                 | -                                  | -           |
| 1965          | október    | Wind Me Up (Let Me Go) | #2       | #40        | #23                             | #5                                | #6                                 | -           |
| 1966          | február    | Blue Turns to Grey | #15      | #20        | -                               | -                                 | #11                                | -           |
| 1966          | július     | Visions / What Would I Do (Ausztráliában dupla A-oldal jelent meg; csak az 1. dal ért el helyezést Angliában)                                  | #7       | #81        | -                               | #9                                | #4                                 | -           |
| 1966          | október    | Time Drags By | #10      | #98        | -                               | -                                 | #13                                | -           |
| 1966          | december   | In the Country / Finders Keepers (Ausztráliában dupla A-oldal jelent meg; csak az 1. dal ért el helyezést Angliában)                           | #6       | #10        | -                               | #10                               | #3                                 | -           |
| 1967          | március    | It's All Over | #9       | #65        | -                               | #11                               | #15                                | -           |
| 1967          | június     | I'll Come Runnin' / I Got A Feeling (Ausztráliában dupla A-oldal jelent meg; csak az 1. dal ért el helyezést Angliában)                        | #26      | #69        | -                               | -                                 | #10                                | -           |
| 1967          | szeptember | The Day I Met Marie | #10      | #5         | -                               | #10                               | #4                                 | -           |
| 1967          | november   | All My Love | #6       | #9         | -                               | #8                                | #5                                 | -           |
| 1968          | február    | Congratulations | #1       | #5         | #32                             | #1                                | #2                                 | #99         |
| 1968          | június     | I'll Love You Forever Today / Girl, You'll Be a Woman Soon (Ausztráliában dupla A-oldal jelent meg; csak az 1. dal ért el helyezést Angliában) | #27      | #67        | -                               | -                                 | -                                  | -           |
| 1968          | szeptember | Marianne / Mr. Nice (Ausztráliában dupla A-oldal jelent meg; csak az 1. dal ért el helyezést Angliában)                                        | #22      | #56        | -                               | #15                               | -                                  | -           |
| 1968          | november   | Don't Forget to Catch Me | #21      | #47        | -                               | -                                 | -                                  | -           |
| 1969          | február    | Good Times (Better Times) | #12      | #46        | -                               | #9                                | #20                                | -           |
| 1969          | május      | Big Ship | #8       | #38        | -                               | #8                                | -                                  | -           |
| 1969          | szeptember | Throw Down a Line Hank Marvin-nal | #7       | #58        | -                               | #8                                | #15                                | -           |
| 1969          | szeptember | Early In The Morning (csak Ausztráliában és Új-Zélandon jelent meg)                                                                            | -        | #55        | -                               | -                                 | #18                                | -           |
| 1969          | november   | With the Eyes of a Child | #20      | #74        | -                               | #16                               | -                                  | -           |
|               |            | Cliff Richard: The 1960s | UK       | Ausztrália | Kanada                          | Írország                          | Új-Zéland                          | USA         |
| Number 1 hits | 7          | 0 | 3        | 5          | 0                               | 0                                 |                                    |             |
| Top 10 hits   | 34         | 24 | 6        | 21         | 7                               | 0                                 |                                    |             |
| Top 40 hits   | 43         | 35 | 16       | 24         | 13                              | 1                                 |                                    |             |

### 1970-től
| Év            | Hónap      | Cím | Helyezés | Helyezés   | Helyezés             | Helyezés               | Helyezés                | Helyezés    |
| Év            | Hónap      | Cím | UK       | Ausztrália | Kanada slágerlistája | Írország slágerlistája | Új-Zéland slágerlistája | USA Hot 100 |
| ------------- | ---------- | --- | -------- | ---------- | -------------------- | ---------------------- | ----------------------- | ----------- |
| 1970          | február    | The Joy of Living Hank Marvinnal                                                                         | #25      | #71        | -                    | -                      | #31                     | -           |
| 1970          | május      | Goodbye Sam, Hello Samantha                                                                              | #6       | #29        | -                    | #1                     | #10                     | -           |
| 1970          | augusztus  | I Ain't Got Time Anymore                                                                                 | #21      | -          | -                    | #14                    | -                       | -           |
| 1971          | január     | Sunny Honey Girl                                                                                         | #19      | -          | -                    | -                      | #20                     | -           |
| 1971          | március    | Silvery Rain                                                                                             | #27      | -          | -                    | -                      | #35                     | -           |
| 1971          | június     | Flying Machine                                                                                           | #37      | -          | -                    | -                      | -                       | -           |
| 1971          | október    | Sing a Song of Freedom                                                                                   | #13      | -          | -                    | -                      | -                       | -           |
| 1972          | február    | Jesus | #35      | -          | #76                  | -                      | -                       | -           |
| 1972          | augusztus  | Living in Harmony                                                                                        | #12      | -          | -                    | #10                    | -                       | -           |
| 1972          | november   | A Brand New Song                                                                                         | -        | -          | -                    | -                      | -                       | -           |
| 1973          | március    | Power to All Our Friends                                                                                 | #4       | #31        | -                    | #2                     | #11                     | #109        |
| 1973          | április    | Help It Along / Tomorrow Rising (dupla A-oldal)                                                          | #29      | -          | -                    | -                      | -                       | -           |
| 1973          | november   | Take Me High / "Midnight Blue" (Double A-Side in New Zealand; only first track charted in UK/Australia.) | #27      | #88        | -                    | -                      | #6                      | -           |
| 1974          | április    | (You Keep Me) Hangin' On                                                                                 | #13      | -          | -                    | #15                    | #13                     | -           |
| 1975          | március    | It's Only Me You've Left Behind                                                                          | -        | -          | -                    | -                      | -                       | -           |
| 1975          | szeptember | Honky Tonk Angel                                                                                         | -        | -          | -                    | -                      | -                       | -           |
| 1975          | november   | Miss You Nights                                                                                          | #15      | #100       | -                    | -                      | -                       | -           |
| 1976          | április    | Devil Woman                                                                                              | #9       | #3         | #4                   | #6                     | #5                      | #6          |
| 1976          | július     | I Can't Ask For Any More Than You                                                                        | #17      | -          | -                    | #2                     | #38                     | #80         |
| 1976          | november   | Hey Mr. Dream Maker                                                                                      | #31      | #82        | -                    | -                      | #34                     | -           |
| 1977          | február    | My Kinda Life                                                                                            | #15      | #61        | -                    | -                      | -                       | -           |
| 1977          | június     | When Two Worlds Drift Apart                                                                              | #46      | -          | -                    | -                      | -                       | -           |
| 1977          | június     | Don't Turn the Light Out (Angliában nem jelent meg kislemezként)                                         | -        | -          | #83                  | -                      | -                       | #57         |
| 1977          | szeptember | Try a Smile (Angliában nem jelent meg kislemezként)                                                      | -        | -          | -                    | -                      | -                       | #48         |
| 1978          | január     | Yes, He Lives!                                                                                           | -        | -          | -                    | -                      | -                       | -           |
| 1978          | július     | Please Remember Me                                                                                       | -        | -          | -                    | -                      | -                       | -           |
| 1978          | november   | Can't Take The Hurt Any More                                                                             | -        | -          | -                    | -                      | -                       | -           |
| 1979          | február    | Green Light                                                                                              | #57      | -          | -                    | -                      | -                       | -           |
| 1979          | július     | We Don’t Talk Anymore (kislemez)                                                                         | #1       | #3         | #4                   | #1                     | #5                      | #7          |
| 1979          | október    | Hot Shot                                                                                                 | #46      | -          | -                    | #27                    | -                       | -           |
|               |            | Cliff Richard 70-es években megjelent kislemezei                                                         | UK       | AUS        | Canada               | Ireland                | NZ                      | US          |
| Number 1 hits | 1          | 0 | 0        | 2          | 0                    | 0                      |                         |             |
| Top 10 hits   | 4          | 2 | 2        | 6          | 5                    | 2                      |                         |             |
| Top 40 hits   | 20         | 4 | 2        | 9          | 12                   | 2                      |                         |             |

### 1980-tól
| Év            | Hónap      | Cím                                                             | Helyezés | Helyezés   | Helyezés | Helyezés | Helyezés  | Helyezés        |
| Év            | Hónap      | Cím                                                             | Anglia   | Ausztrália | Kanada   | Írország | Új-Zéland | Amerika Hot 100 |
| ------------- | ---------- | --------------------------------------------------------------- | -------- | ---------- | -------- | -------- | --------- | --------------- |
| 1980          | január     | Carrie                                                          | #4       | #18        | #89      | #4       | #8        | #34             |
| 1980          | augusztus  | Dreamin'                                                        | #8       | #4         | #9       | #9       | #12       | #10             |
| 1980          | október    | Suddenly Olivia Newton-Johnnal                                  | #15      | #37        | #60      | #6       | #30       | #20             |
| 1981          | január     | A Little In Love                                                | #15      | #66        | #4       | #16      | #29       | #17             |
| 1981          | április    | Give A Little Bit More >(Angliában nem jelent meg kislemezként) | -        | -          | #30      | -        | #22       | #41             |
| 1981          | augusztus  | Wired For Sound                                                 | #4       | #2         | -        | #6       | #10       | #71             |
| 1981          | november   | Daddy's Home                                                    | #2       | #8         | #41      | #3       | #4        | #23             |
| 1982          | július     | The Only Way Out                                                | #10      | #14        | -        | #10      | #21       | #64             |
| 1982          | szeptember | Where Do We Go From Here?                                       | #60      | -          | -        | #22      | -         | -               |
| 1982          | november   | Little Town                                                     | #11      | -          | -        | #11      | -         | -               |
| 1983          | február    | She Means Nothing To Me Phil Everlyvel                          | #9       | #39        | -        | #7       | -         | -               |
| 1983          | április    | True Love Ways                                                  | #8       | #35        | -        | #4       | #45       | -               |
| 1983          | május      | Drifting Sheila Walsh-sal                                       | #64      | -          | -        | -        | -         | -               |
| 1983          | augusztus  | Never Say Die (Give A Little Bit More)                          | #15      | #81        | -        | #19      | #35       | #73             |
| 1983          | november   | Please Don't Fall In Love                                       | #7       | #95        | -        | #5       | -         | -               |
| 1984          | február    | Donna                                                           |          |            |          | #17      |           |                 |
| 1984          | március    | Baby You're Dynamite / Ocean Deep (dupla A-oldal)               | #27      | #46        | -        | #16      | -         | -               |
| 1984          | szeptember | Two to the Power of Love Janet Jacksonnal                       | #83      | -          | -        | -        | -         | -               |
| 1984          | október    | Shooting From The Heart                                         | #51      | #47        | -        | -        | -         | -               |
| 1985          | január     | Heart User                                                      | #46      | -          | -        | -        | -         | -               |
| 1985          | szeptember | She's So Beautiful                                              | #17      | #78        | -        | #13      | #40       | -               |
| 1985          | november   | It's In Every One Of Us                                         | #45      | -          | -        | -        | -         | -               |
| 1986          | március    | Living Doll és a 'The Young Ones'                               | #1       | #1         | -        | #1       | #1        | -               |
| 1986          | május      | Born To Rock 'n' Roll                                           | #78      | #88        | -        | #28      | -         | -               |
| 1986          | szeptember | All I Ask Of You Sarah Brightmannal                             | #3       | #24        | -        | #1       | -         | -               |
| 1986          | november   | Slow Rivers Elton Johnnal                                       | #44      | #82        | -        | #25      | #42       | -               |
| 1987          | június     | My Pretty One                                                   | #6       | #56        | -        | #4       | -         | -               |
| 1987          | augusztus  | Some People                                                     | #3       | #7         | -        | #5       | -         | -               |
| 1987          | október    | Remember Me                                                     | #35      | -          | -        | #14      | -         | -               |
| 1988          | február    | Two Hearts                                                      | #34      | -          | -        | #21      | -         | -               |
| 1988          | november   | Mistletoe and Wine                                              | #1       | #30        | -        | #1       | -         | -               |
| 1989          | május      | The Best of Me                                                  | #2       | #63        | -        | #2       | #25       | -               |
| 1989          | augusztus  | I Just Don't Have The Heart                                     | #3       | -          | -        | #7       | -         | -               |
| 1989          | október    | Lean On You                                                     | #17      | -          | -        | #10      | -         | -               |
| 1989          | november   | Whenever God Shines His Light Van Morrisonnal                   | #20      | -          | #89      | #3       | -         | -               |
|               |            | Cliff Richard 80-as években megjelent kislemezei                | Anglia   | Ausztrália | Kanada   | Írország | Új-Zéland | Amerika         |
| Number 1 hits | 2          | 1                                                               | 0        | 3          | 1        | 0        |           |                 |
| Top 10 hits   | 15         | 5                                                               | 2        | 18         | 4        | 1        |           |                 |
| Top 40 hits   | 26         | 12                                                              | 3        | 28         | 12       | 5        |           |                 |

### 1990-től
Megjegyzés:  1984 után Cliff Richard dalai nem kerültek fel az amerikai és a kanadai slágerlistákra.
| Év            | Hónap      | Cím                                              | UK Chart Peak | Ausztrália | Írország | Új-Zéland |
| ------------- | ---------- | ------------------------------------------------ | ------------- | ---------- | -------- | --------- |
| 1990          | február    | Stronger Than That                               | #14           | -          | #8       | -         |
| 1990          | augusztus  | Silhouettes                                      | #10           | -          | #13      | -         |
| 1990          | október    | From a Distance                                  | #11           | -          | #16      | -         |
| 1990          | november   | Saviour's Day                                    | #1            | -          | #5       | -         |
| 1991          | szeptember | More to Life                                     | #23           | -          | #17      | -         |
| 1991          | november   | We Should Be Together                            | #10           | -          | #9       | #19       |
| 1992          | január     | This New Year                                    | #30           | -          | -        | -         |
| 1992          | november   | I Still Believe in You                           | #7            | -          | #18      | -         |
| 1993          | március    | Peace in Our Time                                | #8            | -          | #26      | -         |
| 1993          | június     | Human Work of Art                                | #24           | -          | -        | -         |
| 1993          | szeptember | Never Let Go                                     | #32           | -          | -        | -         |
| 1993          | december   | Healing Love                                     | #19           | -          | -        | -         |
| 1994          | november   | All I Have To Do Is Dream Phil Everlyvel         | #14           | #93        | -        | #22       |
| 1995          | október    | Misunderstood Man                                | #19           | -          | -        | -         |
| 1995          | november   | Had To Be Olivia Newton John-nal                 | #22           | -          | -        | -         |
| 1996          | március    | The Wedding Helen Hobsonnal                      | #40           | -          | -        | -         |
| 1996          | október    | Be With Me Always                                | #52           | -          | -        | -         |
| 1998          | október    | Can't Keep This Feeling In                       | #10           | -          | -        | #38       |
| 1999          | július     | The Miracle                                      | #23           | -          | -        | -         |
| 1999          | november   | The Millennium Prayer                            | #1            | #2         | #3       | #2        |
|               |            | Cliff Richard 90-es években megjelent kislemezei | UK            | Ausztrália | Írország | Új-Zéland |
| Number 1 hits | 2          | 0                                                | 0             | 0          |          |           |
| Top 10 hits   | 7          | 1                                                | 4             | 1          |          |           |
| Top 40 hits   | 20         | 1                                                | 9             | 4          |          |           |

### 2000-től
| Év            | Hónap      | Cím                                                                                           | UK Chart Peak | Írország | Új-Zéland |
| ------------- | ---------- | --------------------------------------------------------------------------------------------- | ------------- | -------- | --------- |
| 2001          | december   | Somewhere Over The Rainbow/What a Wonderful World (medley)                                    | #11           | -        | #35       |
| 2002          | április    | Let Me Be The One I Gotta Woman / This Can't Be Love / My Funny Valentine                     | #29           | -        | -         |
| 2003          | január     | Santa's List / Mistletoe And Wine CD1                                                         | -             | -        | -         |
| 2003          | december   | Santa's List It's A Boy / Mary's Boy Child CD2                                                | #5            | #19      | -         |
| 2004          | október    | Somethin' is Goin' On / How Many Sleeps                                                       | #9            | -        | -         |
| 2004          | december   | I Cannot Give You My Love She's All Mine / Somethin' Is Goin' On (video)                      | #13           | -        | -         |
| 2005          | március    | What Car / Diamonds On A Chain / What Car (video)                                             | #12           | -        | -         |
| 2006          | november   | Yesterday Once More (közreműködik: Daniel O'Donnell) digitális letöltés                       | -             | -        | -         |
| 2006          | december   | 21st Century Christmas / Move It (dupla A-oldal; a "Move It" című dal Richard 1958-as sikere) | #2            | -        | -         |
| 2007          | október    | When I Need You                                                                               | #38           | -        | -         |
| 2007          | december   | Mistletoe and Wine (Richard 1988-as sikerdala)                                                | #68           | -        | -         |
| 2008          | szeptember | Thank You for a Lifetime                                                                      | #3            | -        | -         |
| 2009          | szeptember | Singing The Blues közreműködik: a The Shadows                                                 | #40           | -        | -         |
|               |            | Cliff Richard 2000 óta megjelent kislemezei                                                   | UK            | Írország | Új-Zéland |
| Number 1 hits | 0          | 0                                                                                             | 0             |          |           |
| Top 10 hits   | 4          | 0                                                                                             | 0             |          |           |
| Top 40 hits   | 11         | 1                                                                                             | 1             |          |           |

## Kislemezek összesítése napjainkig
| Cliff Richard: Kislemezek összesítése | UK  | Ausztrália | Kanada | Írország | Új-Zéland | USA |
| ------------------------------------- | --- | ---------- | ------ | -------- | --------- | --- |
| Number 1 hits                         | 14  | 1          | 3      | 10       | 1         | 0   |
| Top 10 hits                           | 70  | 33         | 10     | 49       | 17        | 3   |
| Top 40 hits                           | 125 | 53         | 22     | 71       | 42        | 9   |

## Filmzenék
| Év   | Cím             | UK helyezés          | USA helyezés | Ausztrál helyezés | új-zélandi helyezés |
| 1961 | The Young Ones  | 1                    |              |                   |                     |
| 1963 | Summer Holiday  | 1                    |              |                   |                     |
| 1964 | Wonderful Life  | 2                    |              |                   |                     |
| 1966 | Finders Keepers | 6                    |              |                   |                     |
| 1968 | Two a Penny     | nem ért el helyezést |              |                   |                     |
| 1973 | Take Me High    | 41                   |              |                   |                     |